# Shahrestān di Delijan
Lo shahrestān di Delijan (farsi شهرستان دلیجان) è uno dei 12 shahrestān della provincia di Markazi, il capoluogo è Delijan. Altro centro dello shahrestān è la cittadina di Naraq.